# Torbe
Ignacio Allende Fernández, més conegut com a Torbe (Portugalete, Biscaia; 25 de maig de 1969), és un director, productor i actor porno basc.
Encara que inicialment va ser dibuixant i autor de còmics, és principalment conegut pel seu treball al cinema porno. Durant set anys va crear, va dirigir i va editar la revista de còmics La Comictiva. El seu àlies prové de l'acotació de Natxo Torbellino, el sobrenom que tenia en el grup musical Miles de Albañiles, i que usa des del 1996. En descobrir Internet va haver de reduir-lo a Torbe per a entrar a xats, i des de llavors l'empra sempre.

## Biografia

### Primers treballs
Després de deixar l'institut, que va realitzar en el col·legi Munabe, a Lujua, Biscaia, des dels 13 als 18 anys, en el qual va destacar principalment pels seus dots de dibuixant, col·labora amb programes de diferents cadenes de ràdio entre finals dels anys 80 i principis dels 90, guanyant en 1987 el concurs de DJs de Los 40 Principales de Sant Sebastià. També va treballar en altres ràdios locals, com a Radio Rentería, Vilassar Radio, Radio Miramar San Sebastián i Radio Capdepera de Mallorca.
A principis dels 90 va treballar com a dibuixant animador en una pel·lícula de dibuixos animats feta a Sant Sebastià, La llegenda del vent del Nord, en els crèdits finals del qual apareix com «Nacho Allende». n aquests anys, per a sobreviure, alterna la ràdio amb el còmic i les il·lustracions i a l'estiu treballa en diferents hotels i discoteques com a animador i decorador de festes.
Com historietista, va publicar els seus còmics a les revistes TMEO, La Comictiva, ¡¡Al Ataque!!, Makoki, i innumerables fanzines locals. De la revista/fanzine de còmics La Comictiva en va ser fundador, director i editor del 1994 al 2000. Durant els 7 anys que va estar en el mercat aquesta revista/fanzine va publicar en total 20 números i va estar nominada una vegada al Saló Internacional del Còmic de Barcelona com a millor fanzine en 1995. també es dedicarien posteriorment al món del cinema i la televisió. Durant una entrevista de 2002, un altre d'aquests historietistes, José Luis Ágreda, li recomanaria
| «                  | posar tota la seva energia, que sol ser força, en una sola cosa i fer-la tan bé com sigui possible, sense distraccions. Evitar fer aquesta impressió amateur que, suposo que involuntàriament, li surt. | » |
| — José Luis Ágreda | |   |

Així mateix, va fer moltes il·lustracions per a agències de publicitat i va viure de fer caricatures durant uns estius a les festes de Sant Fermín, Canàries i Mallorca.
Des de 1995 a 1998, també va treballar a Onda Cero Bilbao de manera professional, fent sengles programes d'humor i sobre cinema i còmic. En 1996 va fundar el grup musical Miles de albañiles al costat de Rober Garay i Javier Mutante Lete. Amb el grup van arribar a la final del concurs Imaginarock de Cadena 100 l'any 1998 per Bilbao. Van fer més de 60 concerts, arribant a treure una cinta amb el nom de Gritis Jits. El pseudònim Torbe prové de Torbellino, nom amb què era sobrenomenat en aquest grup, però en irrompre Internet el va abreujar per a xatear, usant-ho de manera professional des de 1996. El grup es va escindir en 1999.

### L'ascens a la popularitat
En 1996 va crear l'anomenada Página Torbellinesca i en 1999 va crear el domini Putalocura.com que rep més de 300.000 visites úniques diàries.
Ha col·laborat amb Telebilbao a Que te doy con el pico de la plancha, presentat per Iñaki López. A ETB2 al costat de Carlos Sobera al programa Arde la tarde, i també amb Antxon Urrosolo. A Telecinco i Antena 3, sempre en programes d'humor i com a tertulià en debats. També ha acudit com a convidat a Crónicas marcianas, Uno para todas, El Vagamundo, Investigación TV, Sabor a verano i altres. Se'l coneix també com La Cerda per les seves participacions en el programa de Jesús Quintero on apareixia amb un pijama rosa amb la paraula «cerda». Alguns vídeos estan en YouTube.
Es va iniciar en el porno per a internet amb la sèrie Torbe y sus Cerdillas el 2000. Va participar com a actor de repartiment en pel·lícules dirigides per Santiago Segura, com Torrente 2: Misión en Marbella (2001), on el seu personatge emet una grunyida estrident semblança a una truja després de rebre un tret en l'orella, o Torrente 3: El protector (2005), on interpreta a un ninja apallissat. A més ha col·laborat com a actor en la pel·lícula Isi & Disi, alto voltaje, fent de gruista. Així com a Torrente 4: Lethal crisis i Torrente 5: Operación Eurovegas.
En 2007 i 2008 va col·laborar en el programa d'humor de La Sexta Sabías a lo que venías, en horari nocturn, presentat per Santiago Segura. Apareix com a col·laborador en els 26 programes (2 temporades) parlant de porno i sexe. També ha participat com a actor en 20 pel·lícules porno de gran pressupost i com a director i actor en més de 1600 escenes de sexe. Al seu torn, és amo de la productora, editora i distribuïdora porno de vídeo «Perroflauta Producciones SL». En 2005 va estar nominat com a millor actor de repartiment en els Premis AVN, realitzats en Las Vegas i considerats com «els Oscar» del cinema porno.
En 2013 decideix reprendre la carrera de cantant, abandonada en 1998, amb el seu senzill La puntita nada más.
A la fi de 2019 represa la seva carrera de dibuixant de còmics, publicant l'àlbum Mariano Malaostia.

### Delictes i condemnes
L'any 2005, l'ajuntament de Torrelavega (Cantàbria) el va denunciar per un article de la seva pàgina web que va escriure en 2004, en el qual titllava de lletges les dones d'aquesta localitat i ho il·lustrava amb fotos de dones de Torrelavega. Al setembre de 2006 va ser detingut per aquest motiu estant retingut durant cinc hores al calabós. Després de declarar davant el jutge va ser posat en llibertat amb l'obligació de presentar-se en el jutjat cada dilluns.
A l'octubre de l'any 2006, va ser detingut acusat d'incloure a una noia de 17 anys en una de les seves pel·lícules pornogràfiques. L'endemà passat va ser posat en llibertat sense càrrecs pel jutge. Mai es va arribar a emetre el vídeo d'aquesta noia i va declarar que havia estat víctima de l'engany d'altres persones. També va declarar que desconeixia el fet provat que fos menor d'edat, assegurant que sempre els exigia el document d'identitat.
Al febrer de 2012 va ser condemnat per la Audiència Provincial de Madrid per estafa a un any de presó per guany il·lícit en un concurs televisiu anomenat La Hora de Oro on els espectadors havien de cridar per a encertar la pregunta a canvi d'un premi. El tribunal assenyala en el seu escrit que «va existir engany» i que els dos acusats, «en execució d'un pla preconcebut, van resoldre desviar les crides que rebien per error» a un número 803 per a obtenir «un major benefici econòmic en detriment del patrimoni» d'almenys sis persones, segons un despatx de l'agència espanyola de notícies EFE i publicat en el periòdic El País el 21 de febrer de 2012. Als concursants se'ls demanava que telefonessin a un altre número per a cobrar els diners, on altres persones els retenien al telèfon el major temps possible amb la finalitat de cobrar la tarifació addicional de la trucada. Al seu bloc dona la seva versió dels fets, i diu haver estat enganyat per un treballador i pels denunciants, que van dir que havien estat estafats per ell, però que no tenia cap relació amb Canal7, el canal on es va produir l'estafa, ni amb l'empresa de tarifació especial 806, i que ell tan sols enviava la gent al seu web.
El mes de juliol de 2014 va publicar la cançó anomenada Soy un rumano en Madrid, que va deslligar la polèmica. Publicat sota el títol de la paròdia Torbe, entre altres insults, indueix la idea que la comunitat de romanesos a Espanya està formada per prostitutes i lladres de carteres.
A l'abril de 2016 és detingut i acusat presumptament de pornografia amb una menor, tràfic d'éssers humans, evasió fiscal i blanqueig de capitals, ingressant en la presó madrilenya de Soto del Real i després en la de Estremera, en condició de presó provisional i sense fiança, juntament amb dos dels seus col·laboradors. En declaracions fetes, aafirma que l'única menor del cas és una noia de 17 anys i 10 mesos que va falsificar el seu DNI per a guanyar diners, i al final va acabar demostrant-se que les denúncies van ser falses. Al novembre de 2016 és posat en llibertat provisional sota una fiança de 100.000 €.
El juny de 2018 la jutge del cas el va sobreseure dels delictes d'agressió sexual, extorsió, tràfic d'éssers humans amb finalitats d'explotació sexual, blanqueig de capitals, frau fiscal i pertinença a organització criminal, encara que va mantenir la instrucció respecte dels delictes de distribució i possessió de pornografia de menors.

## Filmografia

### Director/escriptor/actor
- 1996 Tripas (curt)
- 1997 Pito de Oro (curt)
- 1999 Enséñame las tetas (curt)
- 2015 Putero y yo (llargmetratge)
- 2015 Remigio (websèrie)[24]

### Actor/productor

#### Sèries porno
- 2001 Torbe y sus Cerdillas
- 2004 Guarreridas
- 2004 Castings Porno
- 2005 Bukkake
- 2006 Pilladas
- 2006 Parejitas
- 2006 Pibonazos
- 2007 Padre Damián
- 2008 Anónimas
- 2008 Mi primera vez
- 2014 Spanish Glory Hole

#### Sèries no porno
- 2015 Remigio

#### Pel·lícules porno
- 2005 Torrente X. Operación Vinagra (dirigida y protagonizada por él)
- 2006 Torrente X 2. Misión en Torrelavega
- 2008 Verano Afull (adaptació pornogràfica de la famosa sèrie de televisió Verano azul)
- 2009 Pajotes y Espeso (adaptació pornogràfica de les pel·lícules de Pajares i Esteso)
- 2014 Torrente X3. El Chihuahua del Rey

#### Llargmetratges
- 2015 Putero y yo
- 2015 Rodar hasta el fin
- 2015 Poseso

##### Cameos
- 2001 Torrente 2: Misión en Marbella
- 2005 Torrente 3: El protector
- 2006 Isi & Disi, alto voltaje
- 2011 Torrente 4: Lethal crisis
- 2014 Hermosa Juventud
- 2014 Torrente 5: Operación Eurovegas

## Publicacions

### Llibres
| Títol                                                             | Any de publicació | Pàgines | ISBN              |
| ----------------------------------------------------------------- | ----------------- | ------- | ----------------- |
| Putalocura, Los mejores artículos de la web más friki de Internet | 2007              | 256     | 978-84-612-3103-4 |
| Sexo Cerdo                                                        | 2010              | 160     | 978-84-613-8256-9 |
| No me toques el pito que me irrito                                | 2010              | 130     | 978-84-614-2610-2 |
| Piso compartido                                                   | 2010              | 254     | 978-84-697-9471-5 |
| Diario de un putero                                               | 2011              | 124     | 978-84-614-9846-8 |
| Filosofía Torbellinesca para la vida moderna                      | 2011              | 192     | 978-84-616-9717-5 |
| Consejos Cerdos                                                   | 2012              | 134     | 978-84-616-3350-0 |
| Cómo olvidar definitivamente a la zorra de tu ex                  | 2012              | 128     | 978-84-697-2295-4 |
| Sexo Mas Cerdo                                                    | 2013              | 230     | 978-84-615-7136-9 |
| Las putas son Alegría                                             | 2020              | 300     | 978-84-121517-0-1 |
| Consultorio Sexual Freak                                          | 2020              | 356     | 978-84-121517-3-2 |
| La Buena Escort                                                   | 2021              | 110     | 978-84-121517-5-6 |

### Còmics
| Títol              | Any de publicació | Pàgines | ISBN              |
| ------------------ | ----------------- | ------- | ----------------- |
| Mariano Malaostia  | 2019              | 116     | 978-84-121517-1-8 |
| Divertiras         | 2020              | 103     | 978-84-121517-2-5 |
| Mis comics años 90 | 2020              | 100     | 978-84-121517-4-9 |

## Cançons
- 2013 La Puntita Nada Más[25]
- 2013 Suda
- 2013 Bukkake
- 2013 Me voy de botellón
- 2014 Hay que meterla como sea
- 2014 Soy un rumano en Madrid
- 2015 Niño rata
- 2016 Cara de Tonto
- 2017 Un Mundo Mejor es Posible
- 2017 Viejoven
- 2020 Feminazi
- 2020 Yo controlo